# Square Monseigneur-Petit
Le Square Monseigneur-Petit est un jardin public de la commune de Nancy, sis au sein du département de Meurthe-et-Moselle, en région Lorraine.

## Situation et accès
Le square est placé au sud-ouest de la ville de Nancy, à l'angle de la rue Jeanne-d'Arc et de l’avenue Boffrand.

## Origine du nom
Il porte le nom de Ernest Petit (Andilly 19 juin 1857-Nancy 9 février 1932) prélat de la maison du Pape, curé bâtisseur de l'église Saint-Joseph et fondateur du théâtre de la passion de Nancy en 1904.